# Arichanna arfaca
Arichanna arfaca là một loài bướm đêm trong họ Geometridae.